# Hermann Beckmann (Ingenieur)

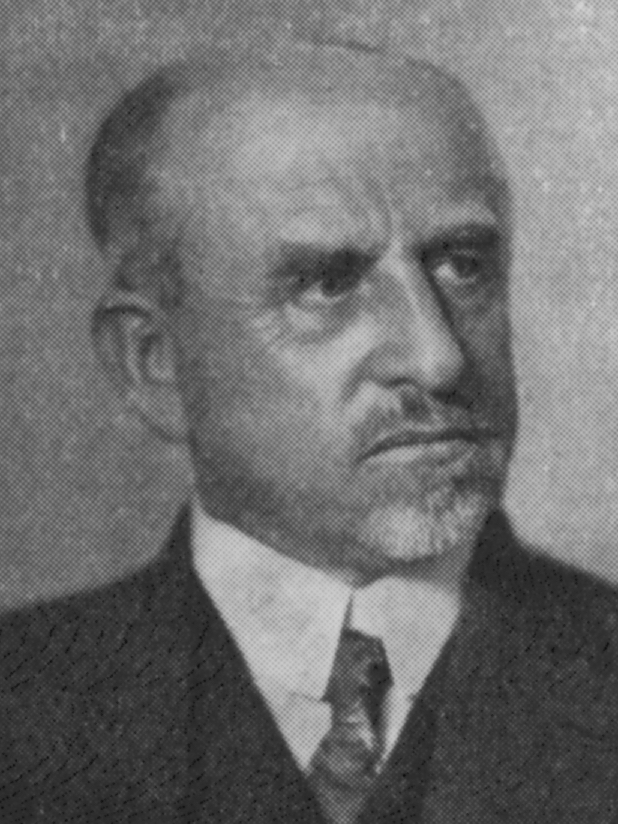
Hermann Beckmann

Hermann Beckmann (* 29. Juli 1873 in Echem; † 14. Juli 1933 in Blankenburg (Harz)) war ein deutscher Elektroingenieur. 

## Leben
Beckmann promovierte 1898 in Tübingen, arbeitete anschließend in den Akkumulatorenwerken in Witten und Hagen. 1908 ging er nach Mailand, bevor er 1909 nach Berlin wechselte. 1926 lehrte er als Privatdozent für das Fach Elektrische Akkumulatoren an der damaligen Technischen Hochschule Hannover. Hermann Beckmann publizierte Artikel zu Themen der Elektrotechnik und trat als Festredner bei Feiern von Verbänden und Unternehmen der Elektroindustrie auf.
Seine Arbeiten zur Technikgeschichte über Johann Wilhelm Ritter, nach Beckmann der Entdecker des elektrischen Akkumulatorenprinzips, und Heinrich Göbel werden heute als fehlerhaft beurteilt. Insbesondere Beckmanns Engagement für Heinrich Göbel und die von ihm vorgenommene Leistungszuschreibung der Erfindung der Glühlampe auf Basis falscher Tatsachenbehauptungen werden heute als wesentliche Ursache für das Entstehen der Göbel-Legende gesehen.
Hermann Beckmann studierte in Berlin und wurde in Tübingen promoviert. Er begann seine Laufbahn bei den Elektrizitätswerken Linden und wechselte dann zu den Akkumulatorenwerken Schulz in Witten. Das Unternehmen ging später in die Akkumulatoren Fabrik AG Hagen (AFA) über. In den 1920er Jahren übernahm Beckmann die Leitung des literarischen Büros der AFA in Berlin. 1926 habilitierte er sich und 1930 wurde er zum außerordentlichen Professor ernannt. Als Erfinder entwickelte er einen mikroporösen Gummi als neuen Werkstoff für die Akkumulatorenfertigung. Privat engagierte sich Hermann Beckmann für Schwerkriegsbeschädigte des Ersten Weltkriegs.